# Sexte (droit canonique catholique)
Pour les articles homonymes, voir Sexte.
Le Sexte est un recueil de droit canonique promulgué le 3 mars 1298 par le pape Boniface VIII. 
Le nom latin est Sextus Liber Decretalium, c'est-à-dire, littéralement: « Le sixième livre des décrétales » par référence aux cinq livres des Décrétales (ou Liber extra, souvent abrégé par la seule lettre majuscule X) de Grégoire IX. 
Depuis 1234, date des décrétales de Grégoire IX, plusieurs compilations avaient été faites, soit officiellement par certains papes, soit par l’initiative privée. Le besoin d’un nouveau recueil officiel se faisait donc sentir. 
Ce recueil a été préparé à l’université de Bologne, principalement par trois personnes : Guillaume de Mandagout, archevêque d'Embrun, Béranger de Frézouls, évêque de Béziers et Riccardo Petroni, vice-chancelier de l'Église. 
Bien qu’appelé « sixième livre », il est lui-même divisé en cinq livres, 76 titres et 359 chapitres. Il est accompagné d’un appendice intitulé De regulis juris (« Des règles de droit »), qui relève plus du droit civil et s’inspire du Digeste. 
Le Liber sextus Decretalium a été promulgué par la bulle Sacrosanctæ Romanæ Ecclesiæ.

## Banques de données, dictionnaires et encyclopédies
- Notices dans des dictionnaires ou encyclopédies généralistes :   - Brockhaus
  - Enciclopedia De Agostini
- Notices d'autorité :   - VIAF
  - BnF (données)
  - IdRef
  - LCCN
  - GND
  - WorldCat